# NGC 5545
NGC 5545 là một thiên hà xoắn ốc trong chòm sao Mục Phu phía bắc. Nó đang tương tác với thiên hà xoắn ốc NGC 5544.